# Pseuderanthemum palauense
Pseuderanthemum palauense är en akantusväxtart som beskrevs av F.R. Fosberg och M.-h. Sachet. Pseuderanthemum palauense ingår i släktet Pseuderanthemum och familjen akantusväxter. Inga underarter finns listade i Catalogue of Life.